# Les Arpents verts
Les Arpents verts (Green Acres) est une série télévisée américaine en 170 épisodes de 25 minutes, créée par Jay Sommers et diffusée entre le 15 septembre 1965 et le 27 avril 1971 sur le réseau CBS.
Au Québec, la série a été diffusée à partir du 17 septembre 1966 sur TVA, en Suisse, douze épisodes ont été diffusés du 18 décembre 1966 au 12 mars 1967 sur la Télévision suisse romande, et en France, 29 épisodes seront diffusés du 31 juillet au 7 septembre 1979 sur Antenne 2 ainsi qu'une rediffusion à l'été 1982.

## Synopsis
Marié à une femme ravissante et menant une brillante carrière d'avocat à New York, Oliver Douglas avait tout pour être heureux. Cependant, las de cette existence citadine et mondaine, il a décidé de changer radicalement de vie en effectuant un retour à la terre. Il achète une ferme délabrée dans la petite localité de Hooterville et s'y installe avec son épouse, Lisa. Si Oliver fait preuve d'une indéniable bonne volonté, qui ne suffit pas toujours à compenser son incompétence, Lisa, charmante mondaine écervelée qui n'a jamais quitté la ville, a toutes les peines du monde à s'adapter à sa nouvelle vie de fermière.

## Distribution
- Eddie Albert (VF : Claude Bertrand) : Oliver Wendell Douglas
- Eva Gabor (VF : Louisa Colpeyn) : Lisa Douglas
- Pat Buttram (VF : Philippe Dumat) : M. Haney
- Tom Lester (en) (VF : Pierre Trabaud) : Eb Dawson
- Alvy Moore (VF : Jacques Thébault) : Hank Kimball
- Hank Patterson (VF : Georges Hubert) : Fred Ziffel
- Barbara Pepper (VF : Mona Dol) : Doris Ziffel

## Épisodes

### Première saison (1965-1966)
1. L'Achat de la ferme (Oliver Buys a Farm) : Oliver Wendell Douglas, un avocat new-yorkais, achète une ferme délabrée près de Hooterville.
2. Visite de la ferme (Lisa's First Day on the Farm) : Une rumeur court selon laquelle Lisa aurait plié bagages pour retourner vivre à New York.
3. Maman (The Decorator) : Lisa et Oliver font appel à un célèbre décorateur new-yorkais pour enjoliver leur demeure.
4. Aménagement (The Best Laid Plans) : Lisa consulte un architecte pour rénover la ferme. Oliver jugeant cette initiative inopportune, elle abandonne son projet et décide de célébrer le premier mois à la ferme.
5. Installation du téléphone (My Husband, the Rooster Renter) : Oliver fait appel aux services d’un couvreur, d’un plombier et d’un spécialiste agricole pour expertiser son bien. Ils sont unanimes : la ferme et la terre des Douglas sont dans un état désastreux.
6. Mobilier (Furniture, Furniture, Who's Got the Furniture?) : Les Douglas attendent avec impatience l’arrivée de leurs meubles qui se retrouvent par erreur chez M. Haney, l'ancien propriétaire de la ferme. Ce dernier essaie de faire croire à Oliver que ce sont ses meubles et tente de les lui revendre.
7. La Charrue (Neighborliness) : C’est la période des labours. Oliver a toutes les misères du monde avec le matériel désuet que lui a vendu M. Haney. Heureusement, des voisins viennent à son secours.
8. Analyse agricole (Lisa the Helpmate) : Oliver envoie au Collège Scientifique un échantillon de sa terre pour la faire analyser. Surprise : celle-ci comporte un élément qui n’existe nulle part ailleurs.
9. Monsieur Felton (You Can't Plug in a 2 with a 6)
10. Semence (Don't Call Us, We'll Call You)
11. Pénalité (Parity Begins at Home)
12. Lisa a un veau (Lisa Has a Calf)
13. L'Anniversaire de mariage (The Wedding Anniversary)
14. Institut de beauté (What Happened in Scranton?)
15. L'Agrandissement de la chambre (How to Enlarge a Bedroom)
16. Donnez-moi une terre, une partie de terre (Give Me Land, Lots of Land)
17. Mon mari n'est pas un pompier (I Didn't Raise My Husband to Be a Fireman)
18. Lisa fait un gâteau (Lisa Bakes a Cake)
19. Entorse à la cheville, style du pays (Sprained Ankle, Country Style)
20. Le Prix des pommes (The Price of Apples)
21. Qu'est-ce qu'un nom ? (What's in a Name?)
22. Le Jour de la décision (The Day of Decision)
23. Cochon en poche (A Pig in a Poke)
24. Le Vice (The Deputy)
25. Double Drick (Double Drick)
26. La Ballade de Molly Turgis (The Ballad of Molly Turgis)
27. À tracteur donné, on ne regarde pas la bride (Never Look a Gift Tractor in the Mouth)
28. Eb au collège (Send a Boy to College)
29. Un cheval ? Quel cheval ? (Horse? What Horse?)
30. La pluie arrive (The Rains Came)
31. Culture (Culture)
32. L'Oncle Ollie (Uncle Ollie)

### Deuxième saison (1966-1967)
1. Des ailes au-dessus de Hooterville (Wings over Hooterville)
2. De l'eau, de l'eau partout (Water, Water Everywhere)
3. Je n'ai pas préparé mon cochon à être soldat (I Didn't Raise My Pig to Be a Soldier)
4. Comment visiter l'Amérique du Sud en bus (How to See South America by Bus)
5. Le vilain petit canard (The Ugly Duckling)
6. Il manque un des membres de notre assemblée (One of Our Assemblymen Are Missing)
7. Le bon vieux temps (The Good Old Days)
8. Eb découvre les oiseaux et les abeilles (Eb Discovers the Birds and the Bees)
9. Image de Hooterville (The Hooterville Image)
10. Vous devriez faire du cinéma (You Ought to Be in Pictures)
11. On ne construit pas sa maison en un jour (A Home Isn't Built in a Day)
12. Un carré n'est pas un rond (A Square is Not Round)
13. Un Noël ancienne mode (An Old-fashioned Christmas)
14. Ne faites jamais confiance à une vieille femme (Never Trust a Little Old Lady)
15. Les journées scolaires (School Days)
16. Son Honneur (His Honor)
17. C'est tellement paisible la campagne (It's So Peaceful in the Country)
18. L'exode vers Bleedswell (Exodus to Bleedswell)
19. C'est humain (It's Human to Be Humane)
20. titre français inconnu (Never Take Your Wife to a Convention)
21. L'ère de l'ordinateur (The Computer Age)
22. titre français inconnu (Never Start Talking Unless Your Voice Comes Out)
23. Les Beverly Hillbillies (The Beverly Hillbillies)
24. Le Jardin de Lisa (Lisa's Vegetable Garden)
25. titre français inconnu (The Saucer Season)
26. titre français inconnu (Getting Even with Haney)
27. titre français inconnu (Kimball Gets Fired)
28. L'Histoire de la Bague en Diamant (The Vulgar Ring Story)
29. titre français inconnu (Who's Lisa?)
30. titre français inconnu (Music to Milk By)

## Remarques
- À la 41e seconde dans le générique du début, on voit Eddie Albert en costume, devant sa maison, une fourche à la main droite et Eva Gabor à sa droite : c'est une parodie du tableau American Gothic de Grant Wood.
- Les Arpents verts est une série dérivée de Petticoat Junction (en), autre comédie familiale de CBS dont l’action se situe à Hooterville. En plus du lieu et de quelques personnages, les deux productions ont en commun d’avoir été supprimées par CBS au début des années 1970, à l’époque où la chaîne faisait la chasse aux programmes trop familiaux et jugés trop « ruraux » (Cher oncle Bill, Papa Schultz, Mayberry R.F.D. (en), The Beverly Hillbillies…), afin de conquérir un public plus jeune. Selon sa légende, le directeur de la chaîne, Fred Silverman, avait décidé de faire disparaître toutes les séries dans lesquelles on pouvait voir un arbre[2]!